# Dryophilus luigionii
Dryophilus luigionii is een keversoort uit de familie klopkevers (Anobiidae). De wetenschappelijke naam van de soort is voor het eerst geldig gepubliceerd in 1921 door Pic.